# Григорий Просветител
Свети Григорий Просветител на арменски Գրիգոր Լուսաւորիչ (Крикор Лусаворич), е патрон и първи официален глава на Арменската апостолическа църква. Той е духовният лидер, който обръща арменския народ от паганизъм и зороастризъм към християнство, като Армения става първата държава, приела християнството за официална религия през 301 г.Житие на Св. Григорий е описан от Агафангел, автор от 5 век, който описва историята на обръщането на Армения към християнството. Освен житието книгата на Агафангел съдържа сборник от 23 проповеди, приписвани на Св. Григорий Просветител, защо тази книга се нарича още „Книгата на Григорис” или „Учението на Просветителя” (на арменски „Вардапетутюн”).
Книгата разказва, че бащата на Григорий, партският Апак (Анак), подкупен от персийския цар, убил арменския цар Хосров и за това платил с живота си; цялото му семейство било унищожено, с изключение на най-малкия син, когото неговата кърмачка, християнка, успяла да отведе в родината си, в Кесария Кападокийска. Там момчето било кръстено на името Григорий и получило християнско възпитание. След като се оженил, той скоро се разделил със съпругата си: тя отишла в манастир, а Григорий отишъл в Рим и се отдал в служба на сина на Хосров, Тиридат (Трдат III), желаейки да поправи вината на баща си чрез усърдна служба.
Пристигайки в Армения през 287 г., придружен от римски легиони, Трдат си връща трона на баща си. За изповядването на християнството Трдат заповядал Григорий да бъде хвърлен в каземите или в кладенеца на Арташат (Артаксат), където бил затворен 13 години, поддържан от благочестива жена.
Междувременно Тиридат изпада в лудост, но е излекуван от Григорий, след което през 301 г. се покръства и провъзгласява християнството за държавна религия в Армения. Така Армения става първата страна, приела християнството на държавна основа. В цялата страна започна брутална кампания за изкореняване на вековното наследство на арменската предхристиянска култура.
През 302 г. Григорий е ръкоположен за епископ от епископ Леонтий Кесарийски в Кесария, след което построява църква в град Вагаршапат, столицата на цар Трдат III. Храмът е наречен Ечмиадзин, което означава „Единородният слезе“ (т.е. Исус Христос) - който според легендата лично посочил на Григорий мястото за построяването на храма.
През 325 г. Григорий е поканен на Първия вселенски събор в Никея, но няма възможност да отиде сам и изпраща там сина си Аристакес, който заедно с друг пратеник на име Акритис донася никейските постановления в Армения.
През 325 г. Григорий предава стола на сина си и той се оттегля в уединение, където скоро умира (през 326 г.) и е погребан в Ечмиадзин. Арменската архиепископия дълго време остава в рода на Григорий.
Почти хиляда години гробът на Св. Григорий служи като място за поклонение. През последните 500 години мощите на Св. Григорий се съхраняват в арменската църква в Неапол, а на 11 ноември 2000 г. са предадени на Католикоса на всички арменци Гарегин II и в момента се съхраняват в ереванската катедрала "Св. Григорий Просветител", построена през 2001 г. На мястото на затвора на Свети Григорий се намира манастирът Хор Вирап, в Араратската долина, на самата държавна граница с Турция. Името на манастира на арменски означава „дълбока яма“ (на арменски Խոր Վիրապ).
Животът на Григорий е преведен на гръцки около края на 6 век. През 10 век Симеон Метафраст го включва в своите Жития на светиите. Гръцкият текст е преведен на латински, грузински и арабски. Има и етиопска редакция, тясно свързана с арабския превод. Текстът на житието се съдържа и в руския миней (Кам. 30 септ.). Канонизиран от Римокатолическата църква през 1837 г. с участието на папа Григорий XVI; Възпоменание за 1 октомври (festa pro aliquibus locis).